# 下ネタトリオ マドンナを狙え
『下ネタトリオ マドンナを狙え』（しもネタトリオ マドンナをねらえ）は、竹洞哲也監督の日本映画。

## 概要
2023年5月26日劇場公開。脚本を担当した小松公典は本作を「オッチャン観察ムービー」、「誰が為にピンク映画はある？への答え」と位置づけている。
映画ライターの切通理作は「現実を突きつけるアンチ夢映画」。「もう若くない男たちへの応援歌」と論評した。
シナリオタイトルは「青い春」に引っ掛けた、「老春」（オイハル）。
前述の切通は劇中でピンク映画創世記の小林悟監督、中興の祖・関根和美監督にも触れており、新旧ないまぜに三本立てで上映されるピンク映画の歴史を伝え、表現している。

## あらすじ
とある成人映画館に集う3人の中年男性。エッチな映画を見て、内容を語ったり、女優の好みを語ったりしているが、互いに名前は知らない間柄だ。劇場の従業員の「島田さん」は3人の憧れの存在で、何とか振り向かせようとするが、顔見知り以上にはなれもしない。3人は互いに知っている情報を持ち寄り振り向かせるアイディアを練るが、やはり脱線してしまう。

## 登場人物
中年男
演 ‐ なかみつせいじ
モテない人生を歩んできた中年男性。女性はおっぱい派。
中年男
演 ‐ 森羅万象
若い時は遊んできたことを自称している中年男性。女性はふくらはぎ派。
中年男
演 ‐ 巌屋拳児
振られ続けてきた中年男性。女性はお尻派。
島田麻美
演 ‐ 加藤ツバキ
成人映画館で勤務する女性。
友田彩也香
演 ‐ 友田彩也香
劇中劇の主演女優
安藤ヒロキオ
演 ‐ 安藤ヒロキオ
劇中劇の俳優
- 辰巳ゆい
- あけみみう
- 栄川乃亜
- 倖田李梨

## スタッフ
- 監督:竹洞哲也
- 脚本:小松公典
- 撮影監督:坂元啓二、創優和
- 録音:山口勉、池田智久
- 編集:三田たけし
- 音楽:與語一平
- 整音:吉方淳二
- 助監督:江尻大、菊嶌稔章、谷口恒平
- 撮影助手:戸羽正憲、田原イサオ、赤羽一真
- スチール:富山龍太郎
- 仕上げ:東映ラボ・テック
- 制作応援:別府啓太
- 制作:Blue Forest Film
- 提供・配給:オーピー映画